# Норристаун
Норристаун (англ. Norristown) — боро в штате Пенсильвания (США). Административный центр округа Монтгомери. В 2010 году в боро проживали 34 324 человек.
Боро был назван в честь Исаака Норриса, местного общественного активиста.

## Географическое положение

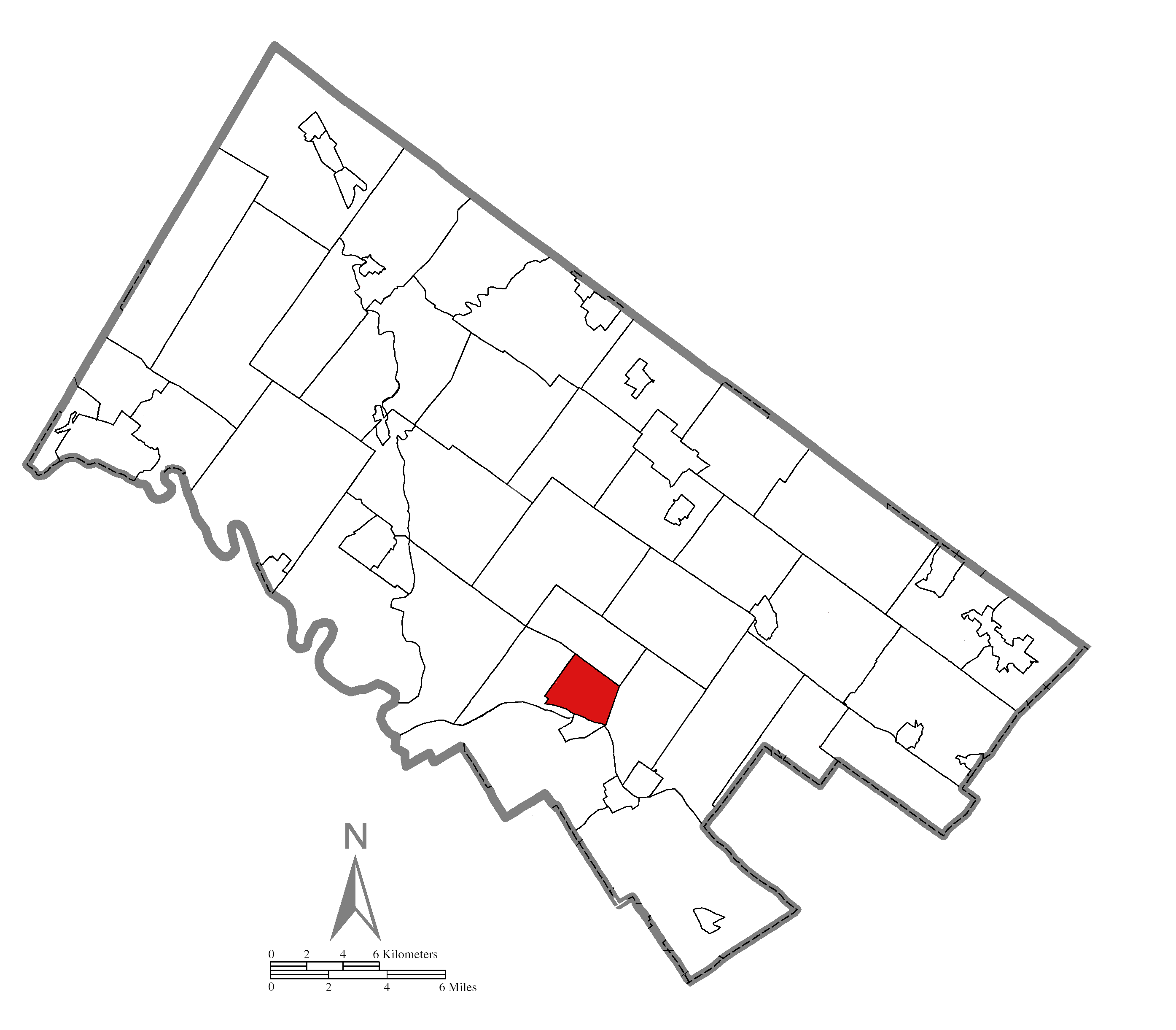
Боро Норристаун на карте округа

Боро расположено в юге округа Монтгомери на реке Скулкилл примерно в 6 км от Филадельфии. По данным Бюро переписи населения США Норристаун имеет площадь 9,35 квадратных километра.

## История
Территория будущего поселения была приобретена Исааком Норрисом у Уильяма Пенна в 1704 году. В 1730 году был организован тауншип на этой территории. В 1776 году земля была куплена колледжем и академией Филадельфии, а в ходе революции передана Университету Филадельфии. В 1784 году был создан округ Монтгомери, а Норристаун стал его окружным центром. Норристаун был инкорпорирован как боро в 1812 году. После Гражданской войны начался активный рост населённого пункта, он стал индустриальным, банковым, административным центром.

## Население
| Год переписи | Нас.  |  | %±     |
| ------------ | ----- |  | ------ |
| 1820         | 827   |  | —      |
| 1830         | 1089  |  | 31,7%  |
| 1840         | 2937  |  | 169,7% |
| 1850         | 6024  |  | 105,1% |
| 1860         | 8848  |  | 46,9%  |
| 1870         | 10753 |  | 21,5%  |
| 1880         | 13063 |  | 21,5%  |
| 1890         | 19791 |  | 51,5%  |
| 1900         | 22265 |  | 12,5%  |
| 1910         | 27875 |  | 25,2%  |
| 1920         | 32319 |  | 15,9%  |
| 1930         | 35853 |  | 10,9%  |
| 1940         | 38181 |  | 6,5%   |
| 1950         | 38126 |  | −0,1%  |
| 1960         | 38925 |  | 2,1%   |
| 1970         | 38169 |  | −1,9%  |
| 1980         | 34684 |  | −9,1%  |
| 1990         | 30749 |  | −11,3% |
| 2000         | 31282 |  | 1,7%   |
| 2010         | 34324 |  | 9,7%   |
| 2016         | 34370 |  | 0,1%   |

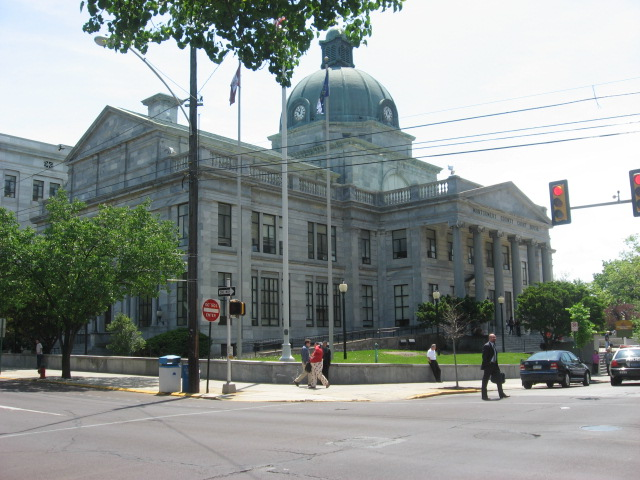
Здание окружного суда в Норристауне

По данным переписи 2010 года население Норристауна составлял 34 324 человек (из них 49,8 % мужчин и 50,2 % женщин), в городе было 11 963 домашних хозяйств и 7498 семей. На территории города было расположено 13 420 построек со средней плотностью 1435 построек на один квадратный километр суши. Расовый состав: белые — 40,9 %, афроамериканцы — 35,9 %, азиаты — 2,1 %, коренные американцы — 0,4 %. 28,3 % имеют латиноамериканское происхождение.
Население города по возрастному диапазону по данным переписи 2010 года распределилось следующим образом: 26,2 % — жители младше 18 лет, 4,4 % — между 18 и 21 годами, 60,3 % — от 21 до 65 лет и 9,1 % — в возрасте 65 лет и старше. Средний возраст населения — 31,2 лет. На каждые 100 женщин в Норристауне приходилось 99,3 мужчин, при этом на 100 совершеннолетних женщин приходилось уже 98,4 мужчин сопоставимого возраста.
Из 11 963 домашних хозяйств 62,7 % представляли собой семьи: 32,0 % совместно проживающих супружеских пар (14,8 % с детьми младше 18 лет); 23,0 % — женщины, проживающие без мужей и 7,7 % — мужчины, проживающие без жён. 37,3 % не имели семьи. В среднем домашнее хозяйство ведут 2,79 человека, а средний размер семьи — 3,41 человека. В одиночестве проживали 29,5 % населения, 7,5 % составляли одинокие пожилые люди (старше 65 лет).

## Экономика
В 2016 году из 26 193 человека старше 16 лет имели работу 16 175. При этом мужчины имели медианный доход в 40 026 долларов США в год против 37 087 долларов среднегодового дохода у женщин. В 2014 году медианный доход на семью оценивался в 49 895 $, на домашнее хозяйство — в 44 168 $. Доход на душу населения — 21 986 $ в год. 18,9 % от всего числа семей в Норристауне и 22,3 % от всей численности населения находилось на момент переписи за чертой бедности.